# High School Musical: The Concert
A High School Musical: The Concert egy 40 várost érintő koncertturné, ami az azonos című film zenéin alapszik. A turné bejárta az USA, Kanada, és Latin-Amerika több városát.
A koncerten ugyanazok énekelnek, akik a filmben is szerepelnek: Vanessa Hudgens, Ashley Tisdale, Lucas Grabeel, Corbin Bleu, és Monique Coleman. Zac Efron helyett Drew Seeley lépett fel, mivel a filmben is ő énekelt Efron helyett.

## Számlista
- Nyitány – Jordan Pruitt:

1. "Jump to the Rhythm"
2. "Teenager"
3. "Outside Looking In"
4. "Miss Popularity"
5. "We Are Family"

(15 perces szünet)
1. "Start of Something New" – a film 6 fő karaktere
2. "Stick to the Status Quo" – a teljes csapat
3. "I Can't Take My Eyes Off of You" – a 6 fő karakter
4. "When There Was Me and You" – Vanessa Hudgens
5. "Headstrong" – Ashley Tisdale (a Headstrong című albumáról)
6. "We'll Be Together" – Ashley Tisdale (a Headstrong című albumáról)
7. "He Said She Said" – Ashley Tisdale (a Headstrong című albumáról)
8. "Get'cha Head in the Game" – Andrew Seeley, Corbin Bleu és a háttértáncosok
9. "Dance with Me" – Andrew Seeley és Monique Coleman
10. "Push It to the Limit" – Corbin Bleu (az Another Side című albumáról)
11. "Marchin'" – Corbin Bleu (az Another Side című albumáról)
12. "What I've Been Looking For" – Andrew Seeley és Vanessa Hudgens
13. "What I've Been Looking For" – Ashley Tisdale és Lucas Grabeel
14. "Let's Dance" – Vanessa Hudgens
15. "Say OK" – Vanessa Hudgens (a V című albumáról)
16. "Come Back to Me" – Vanessa Hudgens (a V című albumáról)
17. "Bop to the Top" – Ashley Tisdale és Lucas Grabeel.
18. "Breaking Free" – Andrew Seeley és Vanessa Hudgens
19. "We're All in This Together" – a teljes csapat

## Turné dátumok
| Észak-Amerika      |                 |           |
| Dátum              | Város           | Ország    |
| 2006. november 29. | San Diego       | USA       |
| 2006. december 1.  | San Jose        | USA       |
| 2006. december 3.  | Phoenix         | USA       |
| 2006. december 5.  | Sacramento      | USA       |
| 2006. december 6.  | Stockton        | USA       |
| 2006. december 8.  | Bakersfield     | USA       |
| 2006. december 10. | Portland        | USA       |
| 2006. december 11. | Seattle         | USA       |
| 2006. december 16. | Bossier City    | USA       |
| 2006. december 17. | Dallas          | USA       |
| 2006. december 18. | Houston         | USA       |
| 2006. december 20. | Tampa           | USA       |
| 2006. december 21. | Orlando         | USA       |
| 2006. december 22. | Columbia        | USA       |
| 2006. december 23. | Charlotte       | USA       |
| 2006. december 27. | Greensboro      | USA       |
| 2006. december 28. | Washington      | USA       |
| 2006. december 29. | Uniondale       | USA       |
| 2006. december 30. | Manchester      | USA       |
| 2007. január 2.    | Toronto         | Kanada    |
| 2007. január 3.    | Rochester       | USA       |
| 2007. január 4.    | Hartford        | USA       |
| 2007. január 6.    | Pittsburgh      | USA       |
| 2007. január 7.    | Albany          | USA       |
| 2007. január 8.    | East Rutherford | USA       |
| 2007. január 10.   | Worcester       | USA       |
| 2007. január 11.   | Philadelphia    | USA       |
| 2007. január 12.   | Charlottesville | USA       |
| 2007. január 13.   | Cincinnati      | USA       |
| 2007. január 14.   | Cleveland       | USA       |
| 2007. január 16.   | Auburn Hills    | USA       |
| 2007. január 17.   | Indianapolis    | USA       |
| 2007. január 18.   | Columbus        | USA       |
| 2007. január 19.   | Chicago         | USA       |
| 2007. január 21.   | Milwaukee       | USA       |
| 2007. január 22.   | St. Louis       | USA       |
| 2007. január 23.   | Kansas City     | USA       |
| 2007. január 26.   | Anaheim         | USA       |
| 2007. január 27.   | Fresno          | USA       |
| 2007. január 28.   | Las Vegas       | USA       |
| Latin-Amerika      |                 |           |
| Dátum              | Város           | Ország    |
| 2007. május 15.    | Buenos Aires    | Argentína |
| 2007. május 16.    | Buenos Aires    | Argentína |
| 2007. május 18.    | Santiago        | Chile     |
| 2007. május 20.    | São Paulo       | Brazil    |
| 2007. május 22.    | Caracas         | Venezuela |
| 2007. május 24.    | Monterrey       | Mexikó    |
| 2007. május 27.    | Mexikóváros     | Mexikó    |
| 2007. május 30.    | Guadalajara     | Mexikó    |

## Külső hivatkozások
- High School Musical: The Concert – a DVD hivatalos weblapja
- High School Musical: The Concert – a turné hivatalos weblapja